# Delassor
Delassor is een geslacht van halfvleugeligen uit de familie schuimcicaden (Cercopidae). De wetenschappelijke naam van dit geslacht is voor het eerst geldig gepubliceerd in 1949 door Fennah.

## Soorten
Het geslacht Delassor omvat de volgende soorten:
- Delassor chilensis (Distant, 1909)
- Delassor fraseri (Distant, 1909)
- Delassor gorgonae (Lallemand, 1928)
- Delassor jonesi (Distant, 1909)
- Delassor murus (China & Myers, 1934)
- Delassor paraguayanus (Lallemand, 1927)
- Delassor rubicundus (Walker, 1851)
- Delassor rubropictus (Melichar, 1915)
- Delassor stellatus (Walker, 1851)
- Delassor suffusus (Walker, 1851)
- Delassor tristis (Fabricius, 1803)